# Globe Decade: Single History 1995-2004
Albums de Globe
Level 4
(2003) Globe 2 (...)
(2005)
Remix par Globe
Global Trance Best
(2003)
Globe Decade, sous-titré Single History 1995-2004 (titré en minuscules : globe decade -single history 1995-2004-) est le quatrième album compilation du groupe Globe, regroupant ses singles parus de 1995 à 2003 (le groupe est en pause en 2004) ; un coffret homonyme sort le même jour : Globe Decade -Complete Box 1995-2004-.

## Présentation
L'album, coécrit, composé et coproduit par Tetsuya Komuro, sort le 16 février 2005 au Japon sur le label Avex Globe de la compagnie Avex, deux ans après le précédent album original du groupe, Level 4 (entre-temps est sorti son album de remix Global Trance Best). Il atteint la 8e place du classement des ventes de l'Oricon, et reste classé pendant neuf semaines. Il se vend mieux que les deux précédents albums du groupe précités, mais moins bien que ceux sortis auparavant.
L'album sort à l'occasion des dix ans d'existence du groupe, et à l'occasion de sa ré-activation après deux années de pause (un nouveau single, Here I Am, absent de la compilation, sortira le mois suivant, suivi en août d'un nouvel album original, Globe 2).
C'est un triple album qui compile dans leur ordre de parution les chansons-titres des 29 premiers singles du groupe sortis jusqu'alors (excluant les singles en solo et en collaboration), dont deux singles "double face A", soit 31 titres sur trois CD. Toutes ces chansons étaient déjà parues dans des versions généralement remaniées sur les huit albums originaux (et une compilation) sortis précédemment, mais figurent ici dans leurs versions "single" d'origine (sous-titrées "Straight Run", "Radio Edit", "Original　Mix"...).

## Liste des titres
La musique est composée et arrangée par Tetsuya Komuro, sauf celle du titre n°10 (CD3) par Yoshiki, et du n°5 (CD3) composée par Holland-Dozier-Holland. Les paroles sont écrites par Tetsuya Komuro et Marc, sauf celles des n°1, 2, 3 (CD1) par Komuro seul, des n°7, 8, 9, 10 (CD2), 3, 4 (CD3) par Keiko et Marc, du n°5 (CD3) par Holland-Dozier-Holland, et du n°10 (CD3) par Yoshiki et Komuro.
| CD1   | CD1                                                   | CD1        | CD1   | CD1 | CD1 | CD1 | CD1 | CD1 | CD1 |
| No    | Titre                                                 | Origine    | Durée |     |     |     |     |     |     |
| ----- | ----------------------------------------------------- | ---------- | ----- | --- | --- | --- | --- | --- | --- |
| 1.    | Feel Like Dance (Feel Like dance)                     | 1er single | 5:56  |     |     |     |     |     |     |
| 2.    | Joy to the Love (Joy to the love)                     | 2e single  | 4:16  |     |     |     |     |     |     |
| 3.    | Sweet Pain (SWEET PAIN)                               | 3e single  | 5:09  |     |     |     |     |     |     |
| 4.    | Departures (DEPARTURES)                               | 4e single  | 5:16  |     |     |     |     |     |     |
| 5.    | Freedom (FREEDOM)                                     | 5e single  | 4:43  |     |     |     |     |     |     |
| 6.    | Is This Love (Is this love)                           | 6e single  | 5:33  |     |     |     |     |     |     |
| 7.    | Can't Stop Fallin' in Love                            | 7e single  | 5:49  |     |     |     |     |     |     |
| 8.    | Face (FACE)                                           | 8e single  | 6:13  |     |     |     |     |     |     |
| 9.    | Faces Places (FACES PLACES)                           | 9e single  | 6:29  |     |     |     |     |     |     |
| 10.   | Anytime Smokin' Cigarette (Anytime smokin' cigarette) | 10e single | 7:42  |     |     |     |     |     |     |
| 57:02 |                                                       |            |       |     |     |     |     |     |     |

| CD2   | CD2                                           | CD2        | CD2   | CD2 | CD2 | CD2 | CD2 | CD2 | CD2 |
| No    | Titre                                         | Origine    | Durée |     |     |     |     |     |     |
| ----- | --------------------------------------------- | ---------- | ----- | --- | --- | --- | --- | --- | --- |
| 1.    | Wanderin' Destiny                             | 11e single | 6:16  |     |     |     |     |     |     |
| 2.    | Love Again (Love again)                       | 12e single | 4:46  |     |     |     |     |     |     |
| 3.    | Wanna Be a Dreammaker (wanna Be A Dreammaker) | 13e single | 5:36  |     |     |     |     |     |     |
| 4.    | Sa Yo Na Ra                                   | 14e single | 5:18  |     |     |     |     |     |     |
| 5.    | Sweet Heart (sweet heart)                     | 15e single | 4:52  |     |     |     |     |     |     |
| 6.    | Perfume of Love (Perfume of love)             | 16e single | 6:27  |     |     |     |     |     |     |
| 7.    | Miss Your Body (MISS YOUR BODY)               | 17e single | 5:19  |     |     |     |     |     |     |
| 8.    | Still Growin' Up (still growin' up)           | 18e single | 4:41  |     |     |     |     |     |     |
| 9.    | Biting Her Nails (biting her nails)           | 19e single | 4:14  |     |     |     |     |     |     |
| 10.   | Tonikaku Mushō ni... (とにかく無性に...)      | 20e single | 5:36  |     |     |     |     |     |     |
| 53:00 |                                               |            |       |     |     |     |     |     |     |

| CD3   | CD3                                                   | CD3                    | CD3   | CD3 | CD3 | CD3 | CD3 | CD3 | CD3 |
| No    | Titre                                                 | Origine                | Durée |     |     |     |     |     |     |
| ----- | ----------------------------------------------------- | ---------------------- | ----- | --- | --- | --- | --- | --- | --- |
| 1.    | Don't Look Back (DON'T LOOK BACK)                     | 21e single (co-face A) | 8:42  |     |     |     |     |     |     |
| 2.    | Like a Prayer (like a prayer)                         | 21e single (co-face A) | 4:51  |     |     |     |     |     |     |
| 3.    | Garden (garden)                                       | 22e single             | 6:18  |     |     |     |     |     |     |
| 4.    | Try This Shoot (try this shoot)                       | 23e single             | 6:01  |     |     |     |     |     |     |
| 5.    | Stop! In the Name of Love                             | 24e single             | 6:48  |     |     |     |     |     |     |
| 6.    | Genesis of Next (genesis of next)                     | 25e single             | 9:50  |     |     |     |     |     |     |
| 7.    | Many Classic Moments                                  | 26e single             | 6:09  |     |     |     |     |     |     |
| 8.    | Over the Rainbow (OVER THE RAINBOW)                   | 27e single (co-face A) | 6:19  |     |     |     |     |     |     |
| 9.    | Inspired From Red & Blue (INSPIRED FROM RED & BLUE)   | 27e single (co-face A) | 5:34  |     |     |     |     |     |     |
| 10.   | Seize the Light (seize the light)                     | 28e single             | 6:31  |     |     |     |     |     |     |
| 11.   | Get It on Now Feat. Keiko (get it on now feat. KEIKO) | 29e single             | 5:30  |     |     |     |     |     |     |
| 72:28 |                                                       |                        |       |     |     |     |     |     |     |

## Coffret Complete Box
Globe Decade -Complete Box 1995-2004- (globe decade -complete box 1995-2004-) est un coffret "intégrale" du groupe Globe, sorti le 16 février 2005 au Japon sur le label Avex Globe de la compagnie Avex à l'occasion des dix ans d'existence du groupe, le même jour que la compilation Globe Decade: Single History 1995-2004.
Il contient en CD ou DVD tous les singles, albums originaux et vidéos sortis par le groupe de 1995 à 2003 (il est en pause en 2004), excluant compilations et collections de clips en doublon ainsi que ses albums de remix, soit 29 singles, 8 albums studio, une double compilation avec de nombreux inédits, et 7 vidéos ; il contient en plus deux nouveaux DVD de séquences inédites (Special DVD 1 et 2).
Singles
Albums
Vidéos